# حسوة
حسوة: إحدى مراكز محافظة رجال ألمع. تقع في جنوب غرب المحافظة على مسافة 20 كيلاً، ويقطنها 6132 نسمة.